# Sevaster
Sevaster là một xã trong quận Vlorë thuộc hạt Vlorë, Albania. Dân số năm 2005 là 3414 người.